# Pantomallus morosus
Pantomallus morosus är en skalbaggsart som först beskrevs av Audinet-serville 1834.  Pantomallus morosus ingår i släktet Pantomallus och familjen långhorningar.
Artens utbredningsområde är:
- Paraguay.
- Uruguay.

Inga underarter finns listade i Catalogue of Life.